# Xemeneia Fàbrica Matabosch
La Xemeneia Fàbrica Matabosch és una xemeneia de Torelló (Osona) protegida com a Bé Cultural d'Interès Local.

## Descripció
La fàbrica està formada per diverses naus paral·leles disposades perpendicularment al riu Ter. El conjunt de naus i altres cossos de la fàbrica estan organitzats a partir d'un pati central. La irregularitat del conjunt s'uniformitza a través d'un edifici disposat transversalment que fa de façana principal i condueix al pati. Presenta teulada a doble vessant i forma un capcer. A banda i banda té dues ales laterals amb teulada a dues aigües. Les cantonades estan reforçades amb maó vist. La tercera nau està situada al costat de la nau nord-est i és de construcció posterior. La coberta és de fibrociment. La testera de les naus oposada a la façana principal fa front al riu Ter, pel costat hi passa un canal artificial. En aquesta banda també hi ha la xemeneia que sobrepassa els 20 metres d'altura. La xemeneia és de maó ceràmic massís deixat vist sense elements decoratius. És de planta circular i la secció disminueix progressivament en altura.
Al costat sud hi ha la finca senyorial integrada a la fàbrica, amb un gran jardí d'avets gegantins. S'accedeix a aquest espai verd per una portalada situada a l'esquerra de la façana frontal, arcada i protegida per una teulada a dues aigües.

## Història
No es conserva el projecte de la fàbrica i no se sap qui en fou l'autor. Joan Casarramona obtingué l'autorització governativa per aprofitar 3000 litres d'aigua del Ter a la devesa de l'Espona.
La fàbrica comptava amb una resclosa, un canal, turbina, màquina de vapor, xemeneia, habitatge del majordom i quadres de filatura, tissatge i batanatge. Totes les instal·lacions ocupaven una extensió de 2.190 m2 i a més, Casarramona era propietari del mas La Cuaranya.
El 1892 la fàbrica fou adquirida per Josefa Arangó i Portús.
L'any 1920 passà a mans de Ramon Matabosch Soler. I estigué en mans d'aquesta família fins al tancament de la indústria el 1980. La fàbrica restà abandonada. Les obres d'urbanització de la devesa de l'Espona preveuen la desaparició de la fàbrica perquè està construïda uns metres per sota del nivell d'alçada òptim que en l'actualitat s'ha fixat per tal d'evitar inundacions.
L'Ajuntament va expropiar la propietat.